# Lucertola (araldica)
In araldica la lucertola, poco rappresentata, simboleggia affezione.

## Esempi

Lucertola araldica
D'azzurro, a tre lucertole d'argento, poste in palo e ordinate in fascia; al capo di rosso, a tre stelle d'oro (Chaville, Francia)
D'argento, a tre lucertole di verde (Châteauneuf-sur-Loire, Francia)
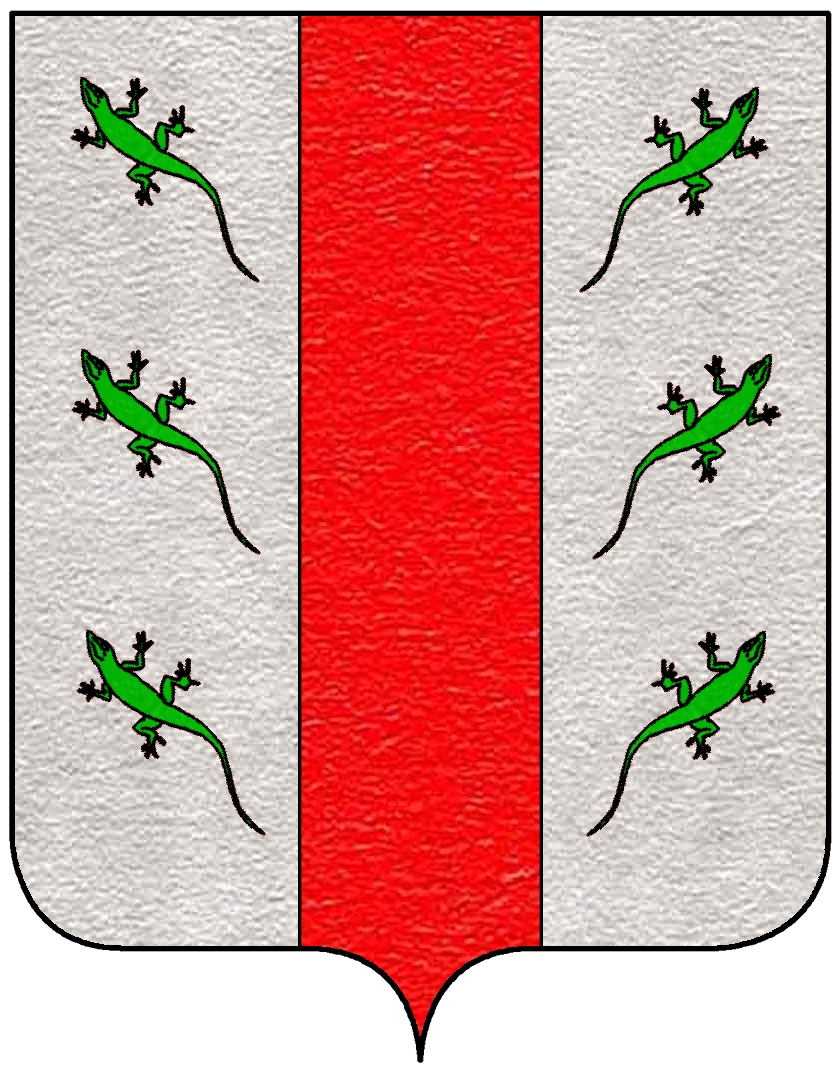
D'argento, al palo di rosso, accostato da sei lucertole di verde, tre per parte una sull'altra, quelle di destra in banda le altre in sbarra[1] (famiglia Lajolo di Asti)

## Posizione araldica ordinaria
La lucertola si rappresenta, abitualmente, montante, cioè vista dall'alto, con le zampe aperte e con testa diretta verso il capo dello scudo.